# Гамбийско-северокорейские отношения
Гамбийско-северокорейские отношения — двусторонние дипломатические отношения между Гамбией и Корейской Народно-Демократической Республикой. Хонг Сон Фи является аккредитованным послом в Банжуле.

## История
Президент Гамбии Дауда Джавара установил отношения с КНДР в марте 1973 года, сначала заверив Республику Корею, что этот шаг сделан в соответствии с политикой неприсоединения страны и не помешает связям с Сеулом. Делегация Гамбии посетила обе Кореи позже в том же году: поездка в КНДР вызвала напряжение у гамбийских делегатов, которые описали «непрерывный период политической идеологии по проблеме объединения Кореи с точки зрения северокорейских чиновников», который им пришлось пройти, как утомительный. В совместных коммюнике, подписанных по итогам обоих визитов, Гамбия выразила полную поддержку мирному воссоединению полуострова без вмешательства извне. Впоследствии в июле 1975 года в Банжуле была открыта миссия КНДР, и страна предоставила 203 235 гамбийских даласи на помощь пострадавшим от засухи.
КНДР развивала неправительственные связи со страной до дипломатического признания. В 1967 году Профсоюз Гамбии стал первым профсоюзом страны, который в целом выступал против воинственных забастовок и присоединился к просоветской Всемирной федерации профсоюзов и вскоре также установил связи с правительством КНДР, в обоих случаях для обеспечения финансирования. В тот же период была создана Ассоциация корейско-гамбийской дружбы. Журналист и политик Мелвин Бенони Джонс некоторое время был её президентом, выступая за более тесные связи как между Гамбией и КНДР, так и с Советским Союзом.
Согласно автобиографии отставного подполковника Самсудина Сарра, в октябре 1996 года министерство обороны Гамбии отправило официальную делегацию в Пхеньяне, посетив, среди других мест, Кымсусанский дворец Солнца. Делегация просила о встрече с Ким Чен Иром, но ей было отказано, якобы потому, что лидер был в трауре после смерти своего отца Ким Ир Сена в 1994 году. Переговорщики КНДР отклонили предложенный план военного сотрудничества, потребовав оплаты от гамбийцев в наличными в долларах США. Однако, КНДР согласилась направить команду инструкторов по боевым искусствам карате для обучения военных Гамбии навыкам самообороны.
Председатель президиума Верховного народного собрания Ким Ён Нам совершил трехдневный визит в Гамбию в апреле 2010 года, встретившись с президентом Яйя Джамме, вице-президентом Исату Нджие-Саиди и другими видными политиками. Было сделано множество заявлений об общих интересах, взаимных ценностях и теплой исторической дружбе между двумя странами.
После аккредитации в качестве посла в Гамбии в июле 2014 года и встречи с национальными лидерами Хон Сон Фи заявил, что его страна намерена сотрудничать с Гамбией в вопросах сельского хозяйства, образования, рыболовства, здравоохранения и строительства. В декабре 2014 года Гамбия присоединилась к девятнадцати другим странам-членам ООН, проголосовавшим против рассмотрения дела в отношение КНДР в Международном уголовном суде.
При правлении президента Яйя Джамме Гамбию иногда называли «Африканской Северной Кореей» или аналогичными терминами, выражениями, которые неблагоприятно сравнивали ситуацию с правами человека и политическую структуру в двух странах.